# 蚕豆嘧啶葡糖苷
蚕豆嘧啶葡糖苷（英語：Vicine）是一种在蚕豆（学名：Vicia faba）中发现的生物鹼，是蚕豆嘧啶与葡萄糖形成的糖苷，与遗传性葡萄糖-6-磷酸脫氫酶缺乏症有关。